# Carnegie Hill

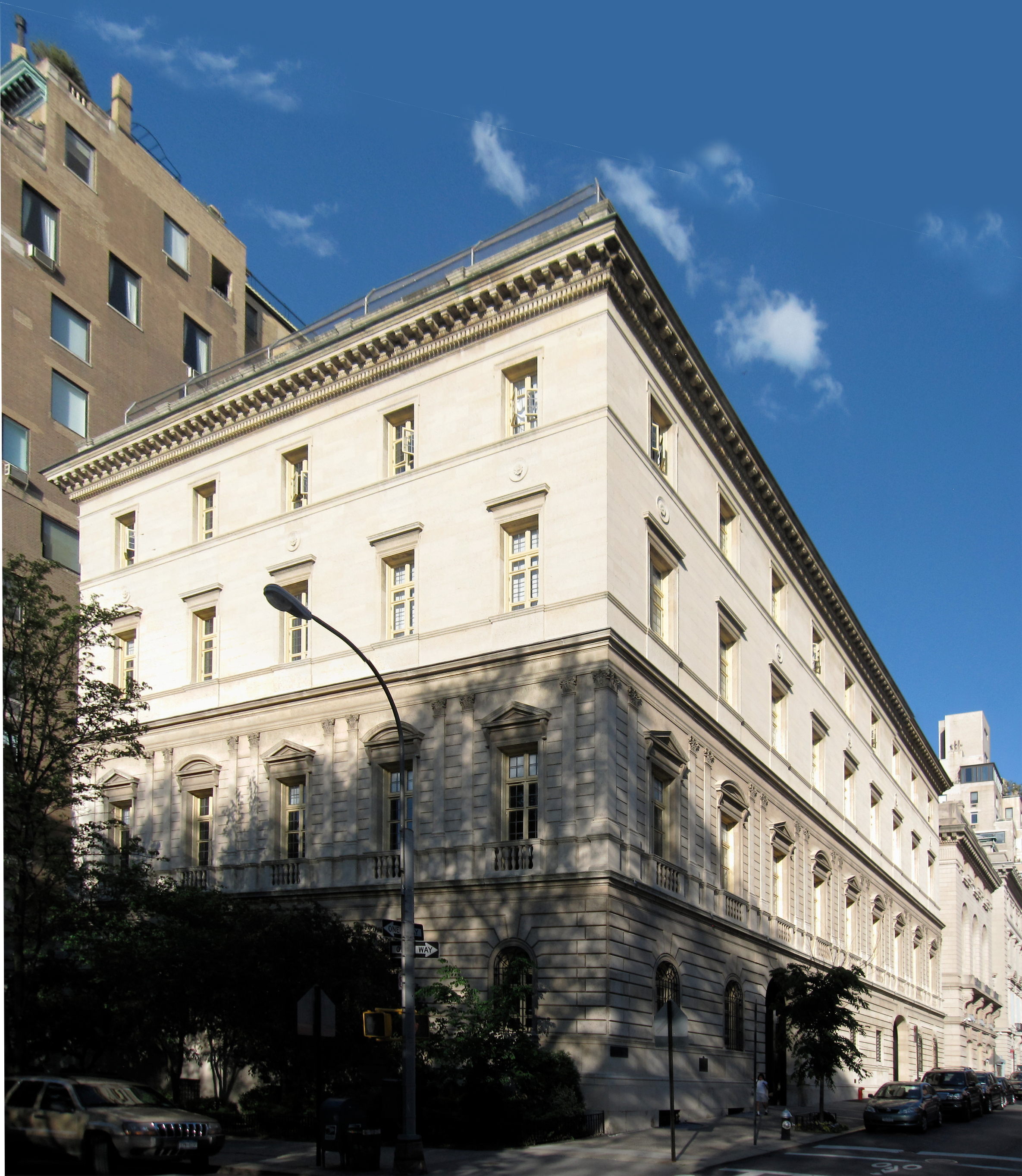
La Maison Otto H. Kahn, 5e Avenue et 91e Rue.

Carnegie Hill (littéralement « colline Carnegie ») est un quartier situé dans l’Upper East Side dans l'arrondissement de Manhattan, à New York. Le quartier est délimité par la 86e rue au sud, la Troisième Avenue à l’est, la 98e rue au nord, et la Cinquième Avenue (Central Park) à l’ouest. Carnegie Hill est largement considéré comme l’un des quartiers résidentiels les plus prestigieux de la ville de New York.

## Histoire
Le quartier tire son nom d’un manoir construit par Andrew Carnegie sur la 5e Avenue en 1901 et aujourd’hui occupé par le Musée national de design Cooper-Hewitt, rattaché à la Smithsonian Institution. Face à elle, sur la 91e rue, se trouve la maison Otto Kahn, un palais florentin, qui abrite aujourd’hui le couvent du Sacré-Cœur. De nombreuses autres maisons de ville du quartier ont été converties en écoles, y compris le récent achat de la maison Goadby William et Florence Baker Loew sur la 93e Rue par la Spence School. Le lycée français de New York, qui occupait l’ancienne maison Virginia Graham Fair Vanderbilt, possédait également un espace supplémentaire dans une maison de la 93e rue entre la Cinquième Avenue et Madison jusqu’à son rachat par un propriétaire privé en 2005.
L’architecture du quartier, composé de nombreux hôtels particuliers datant de la période de reconstruction après la guerre de Sécession, est très éclectique. Elle comprend, le long de Park Avenue et de la 5e Avenue, des immeubles résidentiels en grès brun à perrons et des maisons de ville sur les rues secondaires, des copropriétés, des coopératives et quelques 
maisons, dont certaines sont maintenant utilisées par des organisations comme la Cooper- Hewitt Museum, The Jewish Museum, le National Academy of Design et l’École Dalton.
De 1950 à 1991, la maison Willard Straight, une maison de ville en briques rouges de style néo-colonial au 1130 de la 5e Avenue, fut occupée par la National Audubon Society jusqu’à son déménagement pour NoHo. Elle fut remplacée par l’International Center of Photography jusqu’à son déménagement pour Midtown près de Bryant Park. En 2001, elle est redevenue une résidence privée. En 1989, le Musée juif a démoli l’annexe moderniste et la cour datant de 1963, pour les remplacer en 1993 par une nouvelle extension imitant les détails gothiques français du manoir Warburg, qui abrite le musée depuis 1947. Décrié à l’origine et désormais célèbre, le musée Guggenheim conçu par Frank Lloyd Wright, a ouvert en 1959 sur la 5e Avenue. Les New York Road Runners ont occupé pendant quelques années une maison au 9 de la 89e rue Est, immeuble connu sous le nom officieux de Fred Lebow Place.
Les frontières du quartier forment, comme pour les lignes officielles du district historique, un rectangle irrégulier, et la limite nord qui se situait traditionnellement à la 96e Rue, a légèrement empiété dans ce qui constituait traditionnellement Spanish Harlem.
La partie nord du quartier, qui était autrefois considérée comme une extrémité moins chic de l’East Side, est désormais prisée pour sa sensibilité esthétique, ses musées et ses restaurants. Andrew Carnegie, Marjorie Merriweather Post, Margaret Rockefeller Strong et John Hay Whitney ont d’ailleurs tous établi leur résidence au nord de la 90e Rue.

## Préservation

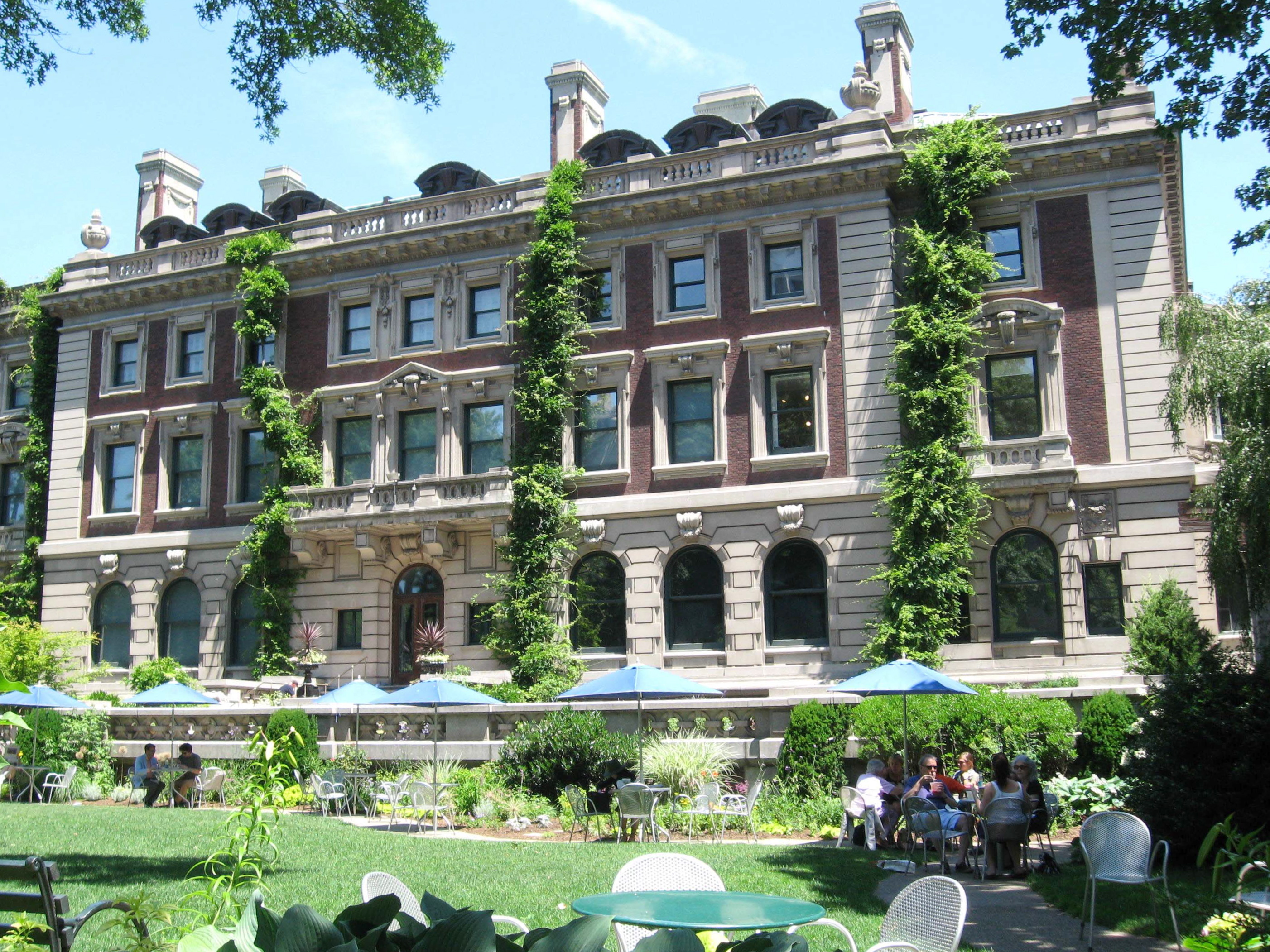
Le Manoir Andrew Carnegie au 2 de la 91e Rue Est et de la 5e Avenue.

Carnegie Hill a d’abord été désigné comme district historique par la Commission new-yorkaise de conservation des sites d’intérêt le 23 juillet 1974, avant d’être élargi le 21 décembre 1993 pour aller de la 86e Rue au sud jusqu’au nord de la  98e Rue au nord. Sa limite ouest est  Central Park, et sa frontière orientale varie de Madison Avenue, dans certaines parties de Lexington Avenue plus à l’est dans d’autres. Des efforts sont effectués afin de développer ce quartier pour protéger les sites non désignés, dont 179, la 93e Rue Est, où ont grandi les Marx Brothers. Ses partisans comprennent la 93 rd Street Beautification Association et les Carnegie Hill Neighbors, une organisation qui, en cherchant à préserver le caractère villageois des environs, a stimulé la création du district historique et veille activement à son bien-être. En plus de trente ans de fonctionnement, ses batailles très médiatisées ont compris son opposition à un centre d’éducation pour adultes près de la 92e Rue, des plans pour plus de gratte-ciels résidentiels et des ajouts aux maisons en grès existantes.